# Комплекс з виробництва добрив у Більбао
Комплекс з виробництва добрив у Більбао — виробничий майданчик хімічного спрямування на півночі Іспанії.
У 1937 році компанія Llano e Escudero придбала будівлі старої електростанції «Electra del Nervión», що була запущена в районі Зорроза (Zorroza) ще в 1890-х роках. Ці будівлі використали для створення заводу сульфатної кислоти.
У 1946-му завод викупила компанія з галузі виробництва добрив Industrias Químicas Canarias, яка мала суперфосфатний завод на Тенерифе (Канарські острови) та шукала шляхів до розширення діяльності на материкову частину країни. Суперфосфат отримують шляхом розкладу фосфоритів сульфатною кислотою, тому майданчик у Зорроза добре годився для цього.
Про масштаб діяльності заводу відомо, що станом на середину 1950-х його проєктна потужність становила 40 тисяч тонн суперфосфату на рік.
На початку 1960-х в Іспанії стартувало виробництво комплексних добрив, яке призвело до істотного зменшення попиту на суперфосфат. Відповідні зміни торкнулись і майданчика в Зоррозі, де в 1969-му запустили лінію азотно-фосфорно-калійних добрив.
У 1986-му поруч з виробництвом добрив ввели в дію завод компанії SADER (Sociedad Anónima de Decontaminación y Eliminación de Residuos), що переробляє промислові відходи. Виробництво комплексних добрив певний час діяло як SADER Fertilizantes, а наразі відоме як Profersa (Producción de fertilizantes SA). І SADER, і Profersa перебуває під контролем Agaleus Group.
Станом на кінець 1990-х річна потужність заводу рахувалась як 90 тисяч тонн комплексних добрив, а станом на першу половину 2024-го на сайті компанії потужність вказана на рівні 100 тисяч тонн на рік.
До діяльності заводу в районі Зорроза існує сильна екологічна опозиція, тому власник планує перенести його (так само як і SADER) до індустріальної портової зони Більбао.